# 林田守隆
林田 守隆（はやしだ もりたか、嘉永元年11月17日（1848年12月12日） - 昭和4年（1929年）3月18日）は、幕末期の筑後国久留米藩士、福岡県の名望家。

## 生涯
嘉永元年（1848年）、久留米藩士林田守秋の長男として、久留米に生まれる。藩校明善堂に学ぶとともに武芸を修め、また歌人として知られた父に和歌を学んだ。慶応4年（1868年）正月、小河吉右衛門（真文）ら勤王派の同志とともに、親幕派の参政不破美作暗殺に参加。久留米藩で組織された「応変隊」の小隊長として戊辰戦争に従軍し、箱館戦争で功を立てた。
戊辰戦争後、東京に出て安井息軒に学ぶ。明治4年（1871年）の久留米藩難に際しては、藩知事有馬頼咸の命を受け、本庄一行とともに東京から久留米に派遣され、水野正名や小河真文らと交渉し、事態の収拾にあたった。
明治5年（1872年）、林田家の家督を継承して竹野郡田主丸村（現・久留米市田主丸町）に移住。養蚕業・製糸業のほか、各種の商品作物の栽培や荒蕪地の開拓事業を興した。公益のため田主丸町に私財を提供するなど地元に多くの恩恵をもたらしたことから、明治14年（1881年）以降田主丸町の「懐義社」では守隆を生き神とし、祇園社で祭祀を行うようになった。
明治26年（1893年）、旧久留米藩の士族授産企業・赤松社の社長に就任。明治34年（1901年）、藍綬褒章を受章。晩年は、久留米銀行頭取・久留米商業会議所会頭・真木保臣先生顕彰会会長などに推戴された。
昭和4年（1929年）没、享年82。墓所は来光寺（久留米市田主丸町）。
昭和6年（1931年）、田主丸町の祇園社に銅像が建てられた。

## 系譜・家族
林田家は、戦国武将薄田兼相の弟で大坂の陣後に九州に落ち延びた林田勝春・重政兄弟を始祖と伝える。子孫は田主丸に移住して商業によって産を成し、久留米藩の郷士格に取り立てられた。
父の林田守秋は「梅廼舎」の号を持ち、国学者・歌人として知られた人物であった。